# Lysiane Métayer
Lysiane Métayer, née le 7 août 1963 à Abidjan (Côte d'Ivoire), est une femme politique française.
Elle est élue député dans la cinquième circonscription du Morbihan en 2022. Elle est battue aux élections législatives de 2024.

## Biographie
Née à Abidjan (Côte d'Ivoire), originaire de Groix, et fille de pêcheurs, elle obtient un diplôme d'études comptables et financières à l'université Rennes 2[réf. nécessaire]. Elle travaille à l'administration de l'université de Bretagne-Sud dès sa création en 1996, et y fait toute sa carrière. Elle y est directrice de cabinet de trois présidents de l'établissement, puis directrice des activités de recherche.
Elle est active localement au sein du Conseil de développement du pays de Lorient qu'elle rejoint comme trésorière en 2016 avant d'y être élue présidente fin-2020.

## Engagements politiques
Lysiane Métayer commence à s'engager en politique en 2016 en soutenant au sein du comité de soutien de Larmor-Plage la candidature d'Emmanuel Macron lors de l'élection présidentielle de 2017. Elle continue son engagement au sein du parti présidentiel à l'occasion des élections municipales de 2020 à Lorient, en figurant en 12e place de la liste présentée par le candidat LREM local Laurent Tonnerre, mais n'est pas élue au conseil municipal.
Membre du parti Territoires de progrès, parti allié à la majorité présidentielle, elle est pressentie pour défendre les couleurs de LREM dans la cinquième circonscription du Morbihan alors que le député LREM sortant Gwendal Rouillard prévoit de ne pas se représenter. Sa candidature à l'investiture LREM est soutenue par l'aile gauche du parti, alors que l'aile droite privilégie la candidature de Ronan Loas, maire de Plœmeur et référent régional du parti Horizons. Sur fond d'opposition entre réseaux locaux de Jean-Yves Le Drian et de Richard Ferrand face à celui de Édouard Philippe, c'est sa candidature à l'investiture qui est retenue.  Ronan Loas décide de présenter une candidature dissidente mais est éliminé au premier tour. 
Elle est élue députée de la cinquième circonscription du Morbihan le 19 juin 2022, sous l'étiquette Ensemble avec 51,35 % des votes face au candidat EELV/NUPES Damien Girard.

## Mandats
- 22 juin 2022 – 9 juin 2024 : députée de la cinquième circonscription du Morbihan[7].